# Skulpturensteine von Aberlemno

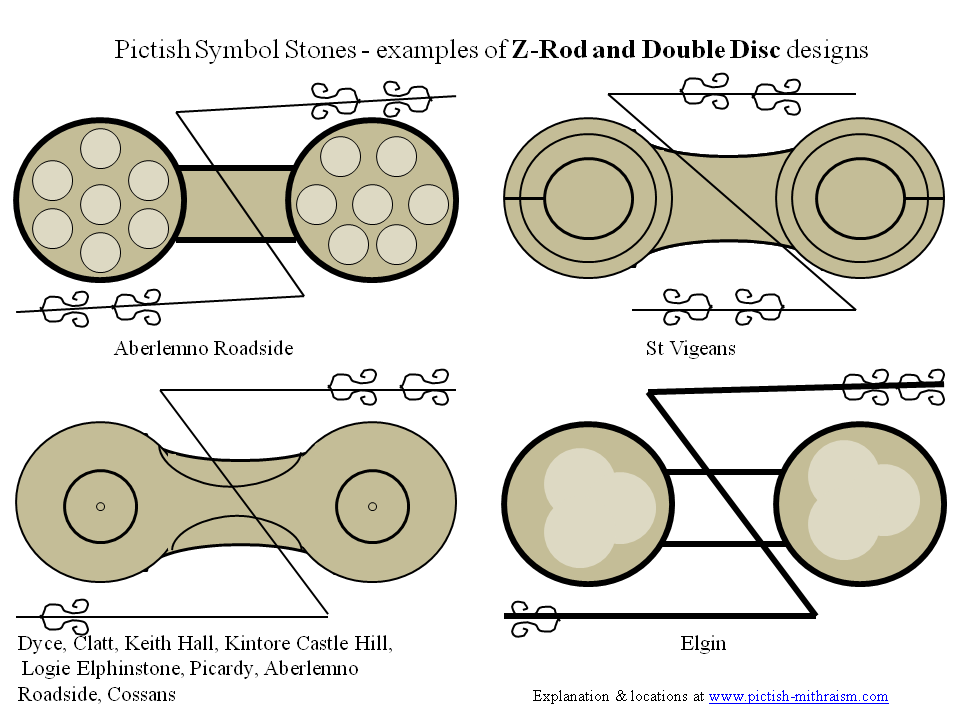
Doppelscheibe und Z-Stab

Bei den Skulpturensteinen von Aberlemno handelt es sich um Piktische Symbolsteine und Cross-Slabs. Es gibt in der Streusiedlung im Nordosten von Forfar in der Council Area Angus in Schottland vier dieser Steine. Einer steht auf dem Friedhof, die anderen stehen an der B9134 (Straße) von Forfar nach Brechin, nördlich von Dundee. Zur Winterzeit werden die Steine durch hölzerne Abdeckungen gegen Verwitterung geschützt. Alle Steine zeigen, zumindest auf einer Seite, piktische Arbeiten aus vorchristlicher Zeit. Zwei der Steine sind in jüngerer Zeit bewegt worden, um sie in eine Feldmauer zu integrieren. Ein weiterer Stein steht im Museum von Dundee. Der eindrucksvolle Cross-Slab, befindet sich in seiner ursprünglichen Position auf dem Friedhof.
Die Steine sind als Scheduled Monuments denkmalgeschützt.

## Die Steine an der Straße
- Der etwa fünf Meter hohe, etwas schräg stehende Symbolstein (the Serpent Stone, deutsch Schlangenstein) ist eine einfache Platte, die, sorgfältig eingeschnitten, typisch piktische Symbole trägt: Schlange, Doppelscheibe und Z-Stab, Spiegel und Kamm. Auf der Rückseite gibt es mehrere sehr schwach erhaltene Schälchen. Lage: 56° 41′ 33,1″ N, 2° 46′ 51″ W

Aberlemno
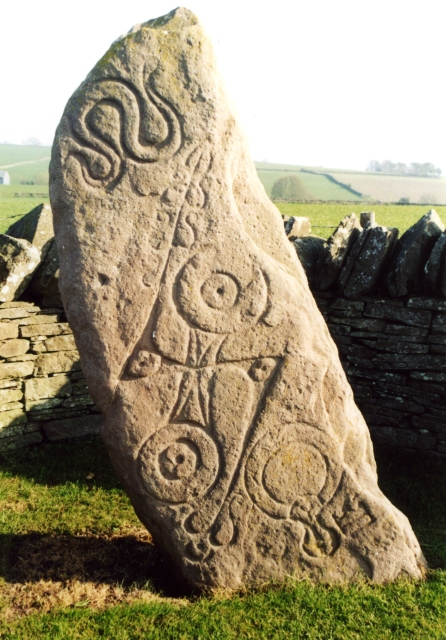
Schlangenstein
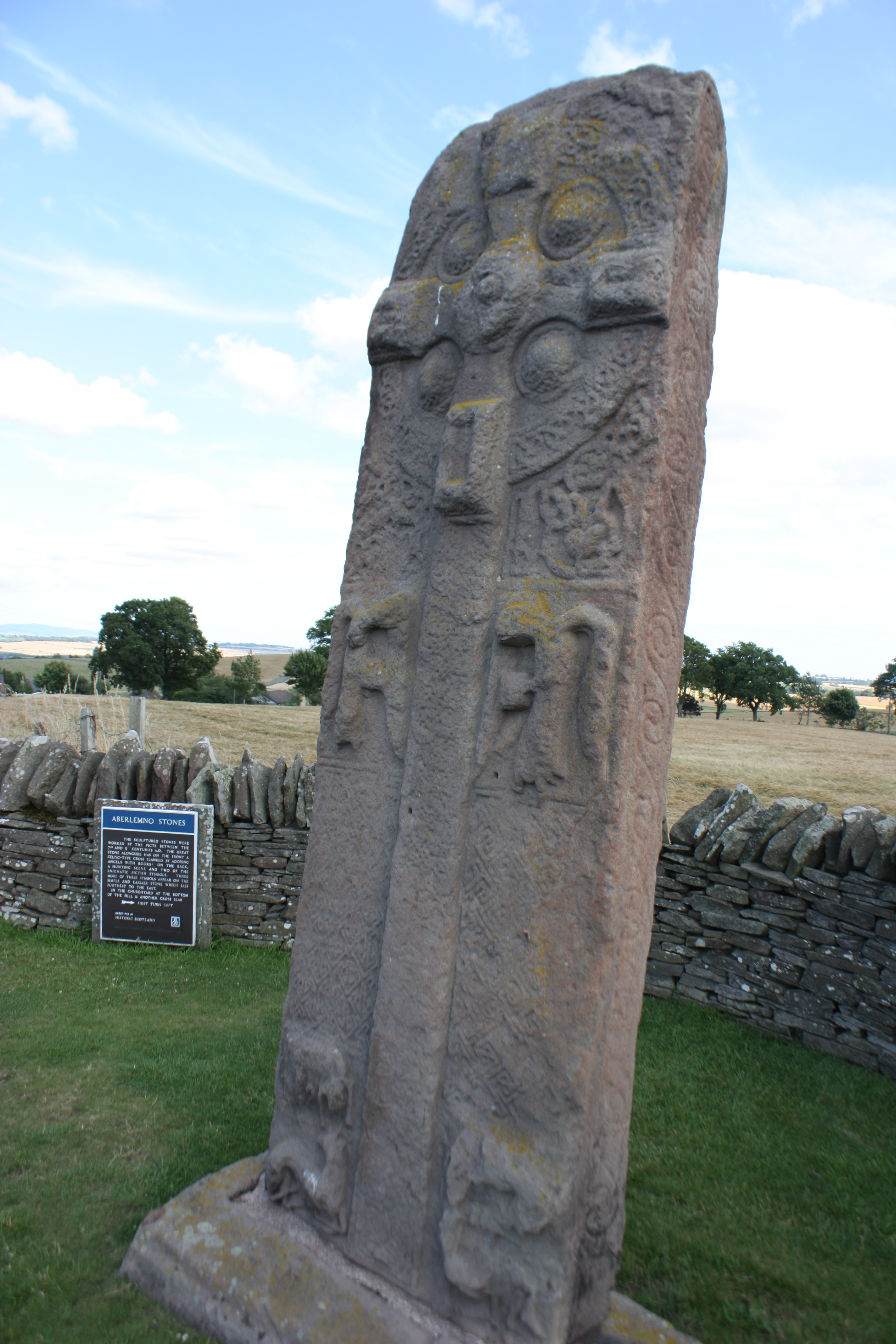
Cross-Slab an der Straße
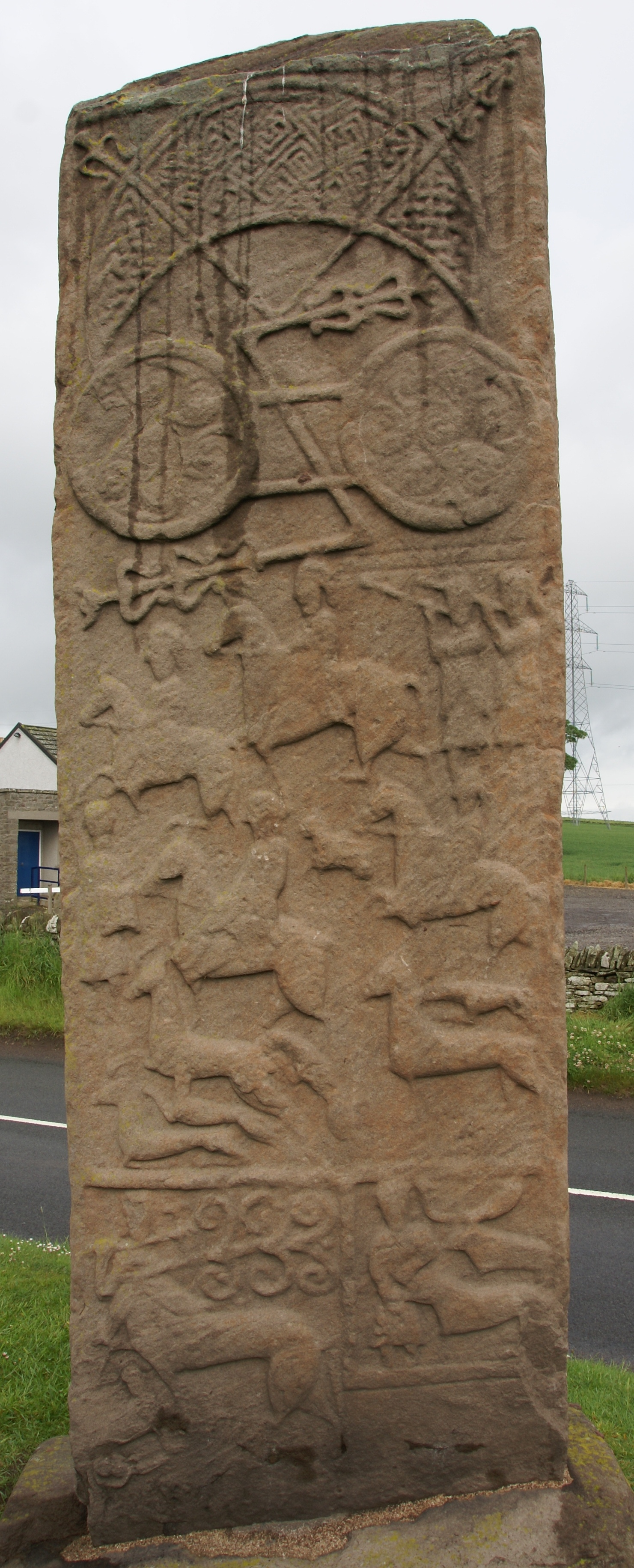
Symbole und Jagdszene auf der Rückseite des Cross-Slab an der Straße
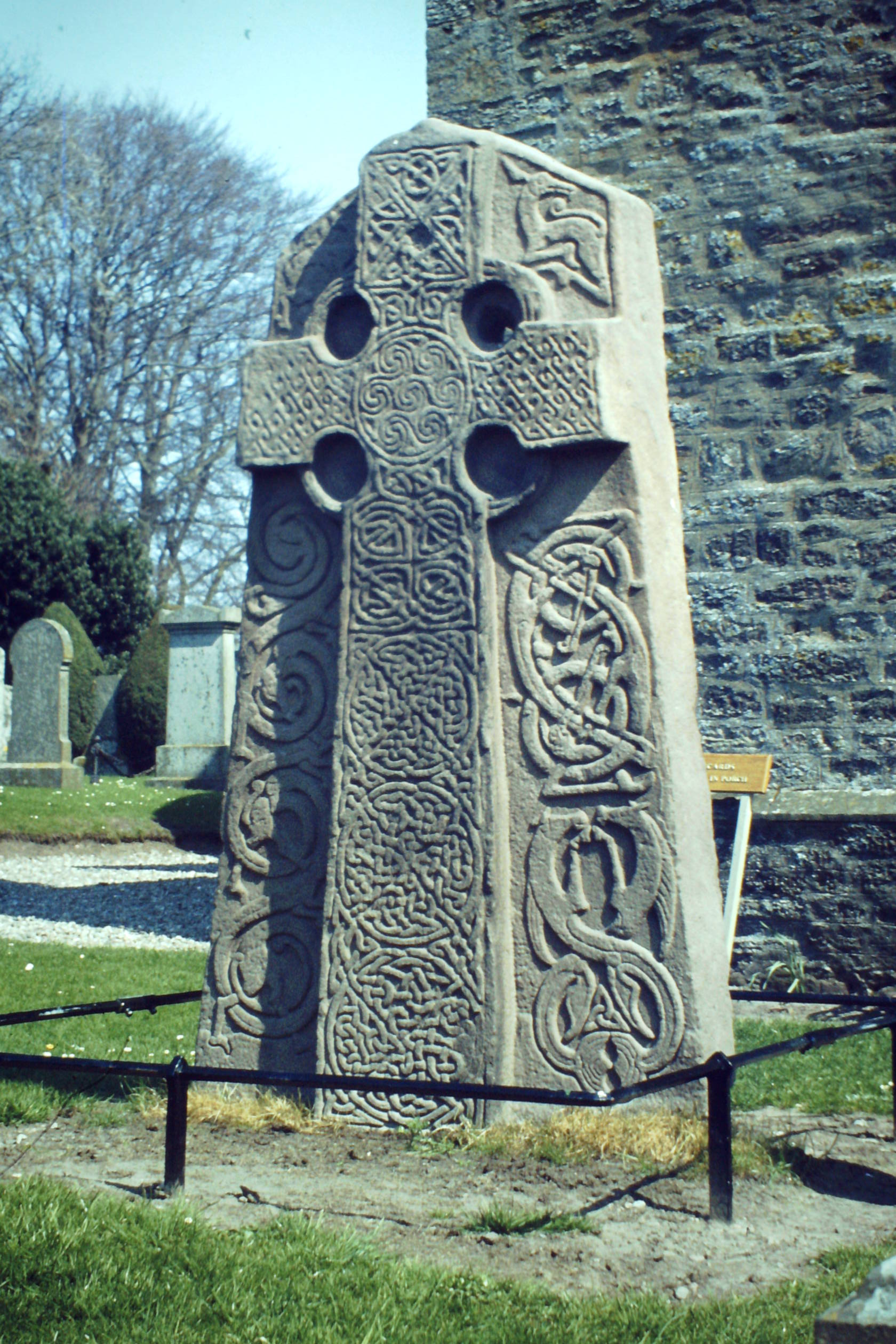
Cross-Slab auf dem Friedhof
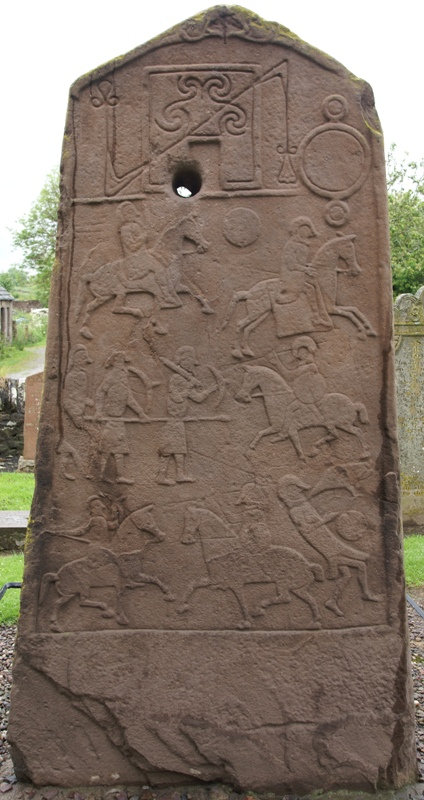
Die Schlacht auf der Rückseite

- Zwischen diesem Stein und dem Kreuzstein ist ein weiterer Symbolstein aufgestellt, der jedoch lediglich Spuren einer Halbmond-Markierung trägt.

- Der Cross-Slab an der Straße hat ein großes Keltenkreuz auf der Vorderseite, das von Tafeln flankiert wird, die als Verzierung Flechtwerk, Reptilien und andere Tiere zeigen. Auf seiner Rückseite, die einst die Frontseite war, sind von oben nach unten ein Halbmond, ein V-Stab, eine Doppelscheibe und ein Z-Stab zu sehen. Darunter eine Jagdszene mit Männern zu Pferd, zwei lange Hörner, sowie Hirsche und Jagdhunde. Unter dieser Szene ist auf der linken Seite ein Kentaur, der anscheinend einen Zweig und eine Axt hält. Rechts eine Darstellung von David, erkennbar an den Schafen und der Harfe, im Kampf mit einem Löwen. Es kann sein, dass die Komposition der Symbole und Szenen keine Bedeutung hat. Lage: 56° 41′ 31,6″ N, 2° 46′ 52,6″ W

## Auf dem Friedhof
Der Cross-Slab auf dem Friedhof ist besser erhalten als jener an der Straße. Er stammt aus dem 8. oder 9. Jahrhundert. Das mit Flechtwerk und Spiralmustern verzierte Keltenkreuz ist im Hochrelief erstellt und wird von imaginären Tieren umgeben. Sie sind ineinander verflochten, manche beißen sich. Ein elegantes Paar von Tieren mit Fischschwänzen steht sich am unteren Ende mit erhoben Vorderbeinen gegenüber. Auf der Rückseite des Kreuzes befinden sich oben zwei piktische Symbole. Das erste ist ein eingekerbtes Rechteck (englisch Notched Rectangle) und ein Z-Stab, das zweite die dreifache Scheibe, die auch als Kessel interpretiert wird. Der Rest wird von einer Kampfszene mit Reiterei und Fußtruppen aufgefüllt, die vermutlich die Schlacht bei Dunnichen Mere (Dun Nechtain) in der Grafschaft Angus im Jahre 685 n. Chr. darstellt, in der die Pikten siegreich waren. Sie wurde zwischen den Pikten unter Bridei III. und den Northumbriern unter Ecgfrith gefochten. Die englischen Krieger werden mit Helmen mit Nasenschutz gezeigt, einem Typ, der auch auf anderen zeitgenössischen Darstellungen und durch Funde belegt ist. In dieser Epoche wurde es anders als in der vorausgehenden wichtig weltliche und religiöse Ideen zu verarbeiten. Lage: 56° 41′ 21,5″ N, 2° 46′ 52,8″ W